# Saint-Nizier-le-Bouchoux
Saint-Nizier-le-Bouchoux és un municipi francès situat al departament de l'Ain i a la regió d'Alvèrnia-Roine-Alps. L'any 2007 tenia 749 habitants.

## Demografia

### Població
El 2007 la població de fet de Saint-Nizier-le-Bouchoux era de 749 persones. Hi havia 286 famílies de les quals 76 eren unipersonals (38 homes vivint sols i 38 dones vivint soles), 101 parelles sense fills, 101 parelles amb fills i 8 famílies monoparentals amb fills.
La població ha evolucionat segons el següent gràfic:
Habitants censats

### Habitatges
El 2007 hi havia 373 habitatges, 292 eren l'habitatge principal de la família, 51 eren segones residències i 30 estaven desocupats. 349 eren cases i 22 eren apartaments. Dels 292 habitatges principals, 240 estaven ocupats pels seus propietaris, 47 estaven llogats i ocupats pels llogaters i 5 estaven cedits a títol gratuït; 2 tenien una cambra, 14 en tenien dues, 55 en tenien tres, 74 en tenien quatre i 148 en tenien cinc o més. 190 habitatges disposaven pel capbaix d'una plaça de pàrquing. A 143 habitatges hi havia un automòbil i a 132 n'hi havia dos o més.

### Piràmide de població
La piràmide de població per edats i sexe el 2009 era:
| Homes | Edats   | Dones |
| ----- | ------- | ----- |
| 0     | 95 o +  | 4     |
| 4     | 90 a 94 | 0     |
| 8     | 85 a 89 | 16    |
| 8     | 80 a 84 | 4     |
| 32    | 75 a 79 | 20    |
| 20    | 70 a 74 | 28    |
| 8     | 65 a 69 | 12    |
| 32    | 60 a 64 | 24    |
| 12    | 55 a 59 | 8     |
| 4     | 50 a 54 | 12    |
| 20    | 45 a 49 | 8     |
| 28    | 40 a 44 | 20    |
| 12    | 35 a 39 | 28    |
| 4     | 30 a 34 | 12    |
| 16    | 25 a 29 | 12    |
| 8     | 20 a 24 | 4     |
| 8     | 15 a 19 | 8     |
| 32    | 10 a 14 | 24    |
| 20    | 5 a 9   | 8     |
| 16    | 0 a 4   | 12    |

## Economia
El 2007 la població en edat de treballar era de 414 persones, 296 eren actives i 118 eren inactives. De les 296 persones actives 263 estaven ocupades (157 homes i 106 dones) i 33 estaven aturades (10 homes i 23 dones). De les 118 persones inactives 39 estaven jubilades, 33 estaven estudiant i 46 estaven classificades com a «altres inactius».

### Ingressos
El 2009 a Saint-Nizier-le-Bouchoux hi havia 280 unitats fiscals que integraven 653 persones, la mediana anual d'ingressos fiscals per persona era de 15.518 €.

### Activitats econòmiques
Dels 27 establiments que hi havia el 2007, 3 eren d'empreses de fabricació d'altres productes industrials, 7 d'empreses de construcció, 6 d'empreses de comerç i reparació d'automòbils, 3 d'empreses de transport, 3 d'empreses d'hostatgeria i restauració, 1 d'una empresa immobiliària, 2 d'empreses de serveis i 2 d'entitats de l'administració pública.
Dels 11 establiments de servei als particulars que hi havia el 2009, 1 era una oficina de correu, 2 tallers de reparació d'automòbils i de material agrícola, 1 paleta, 2 guixaires pintors, 3 fusteries i 2 restaurants.
L'únic establiment comercial que hi havia el 2009 era una botiga de menys de 120 m².
L'any 2000 a Saint-Nizier-le-Bouchoux hi havia 41 explotacions agrícoles que ocupaven un total de 1.972 hectàrees.

## Equipaments sanitaris i escolars
El 2009 hi havia una escola elemental integrada dins d'un grup escolar amb les comunes properes formant una escola dispersa.

## Poblacions més properes
El següent diagrama mostra les poblacions més properes.